# Phoenix der Tag
Phoenix der Tag (Eigenschreibweise phoenix der tag) ist ein Nachrichtenjournal des deutschen Fernsehsenders Phoenix. Das Format wird montags bis freitags um 17:30 Uhr (30 Minuten) und 23:00 Uhr (1 Stunde) ausgestrahlt. Die Sendung wird von verschiedenen Journalisten moderiert; gesendet wird aus einem Studio in Bonn.

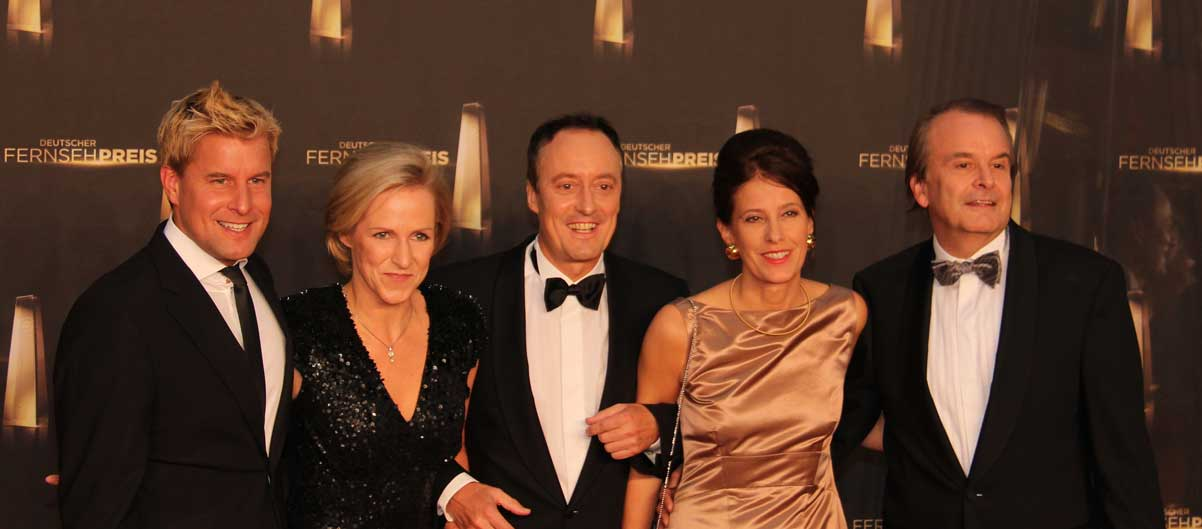
Moderatoren der Phoenix-Sendung „Der Tag“ beim Deutschen Fernsehpreis 2012

Häufig werden die Themen von Fachjournalisten oder Wissenschaftlern kommentiert, die aufgrund des Hauptsitzes des Senders in Bonn oft aus der Köln/Bonner-Region stammen oder per Video zugeschaltet sind. Wichtige tagesaktuelle Themen werden deutlich ausführlicher behandelt als in anderen Nachrichtensendungen beziehungsweise -journalen. Diese Beiträge sollen auch als eine Kurzzusammenfassung von phoenix vor ort verstanden werden. Dazu werden lange unkommentierte Ausschnitte der über den Tag hinweg gezeigten Reden, Pressekonferenzen etc. wiederholt. Außerdem werden Beiträge aus den Nachrichtensendungen von ARD und ZDF übernommen und Schaltgespräche mit Korrespondenten geführt.